# Partido Comunista de Kampuchea
El Partido Comunista de Kampuchea (en camboyano: គណបក្សកុំមុយនីសកម្ពុជា; PCK), oficialmente denominado como Partido Comunista Jemer de Kampuchea (en camboyano: បក្សខ្មែរកុម្មុយនិស្តកម្ពុជា។; PCJK), conocido popularmente como Partido Comunista de Camboya o Partido Comunista Jemer, fue un partido comunista de Camboya. Su líder fue Pol Pot y sus seguidores eran generalmente conocidos como los Jemeres Rojos. El partido estuvo clandestino la mayor parte de su existencia y tomó el poder en 1975 al triunfar en la guerra civil camboyana y estableció el etnoestado conocido como la Kampuchea Democrática. El partido perdió el poder en 1979 con la creación de la República Popular de Kampuchea tras la derrota de izquierdistas disidentes del régimen Polpotiano, con la intervención de fuerzas militares de Vietnam - en la guerra Camboya-Vietnam - después de un período de matanza masiva. El partido se disolvió oficialmente en 1981 y el Partido de la Kampuchea Democrática (PDK) se proclamó su heredero.

## Historia

### La fundación del partido; primeras divisiones

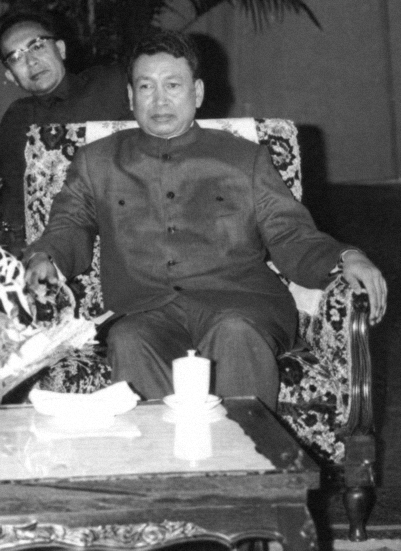
Foto de Pol Pot cuando era primer ministro de Kampuchea Democrática.

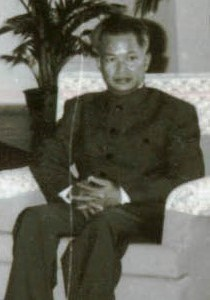
Khieu Samphan en 1978.

El partido fue fundado en 1951, cuando el Partido Comunista de Indochina (PCI) se dividió en partidos comunistas independientes de Camboya, Laos y Vietnam. La decisión de formar un partido comunista de Camboya independiente había sido tomada en el congreso del PCI en febrero del mismo año. Diferentes fuentes afirman distintas fechas exactas de fundación y del primer congreso del partido. El congreso del partido no eligió un Comité Central pleno, pero en su lugar nombró a un Comité de Formación y Propaganda del Partido. En el momento de su formación el partido camboyano fue llamado Partido Revolucionario del Pueblo Jemer (PRPJ). El Partido Comunista de Indochina había sido fuertemente dominado por vietnamitas y el PRPJ fue apoyado activamente por la parte vietnamita durante su fase inicial de existencia. Debido a la dependencia del apoyo vietnamita en la lucha conjunta contra el dominio colonial francés la historia del partido, que más tarde se reescribió, declaró a 1960 como el año de la fundación del partido.
Dentro del partido se hablaba de su fundación el 30 de septiembre de 1951, pero fue el mismo Pol Pot que decidió cambiar la fecha al encuentro de Phnom Penh en septiembre de 1960, justificándose con que la historia del partido se tenía que adaptar de forma clara y perfecta a sus políticas de independencia.
La verdadera razón que se sospecha es que, haciendo esto cortaban de la historia del partido ciertos años donde su contribución al país fue poco destacable o nula, con lo que mantienen en alto la posición del partido. Algunos también argumentan que eso les permite después tener una base para empezar el conflicto con Vietnam.
Según la versión de la historia del partido de la Kampuchea Democrática, el fracaso del Viet Minh en negociar un papel político para el PRPJ en la Conferencia de Ginebra de 1954 representó una traición al movimiento camboyano, que aún controlaba grandes zonas rurales y ordenó que hubiera al menos 5.000 hombres armados. Después de la conferencia, a unos 1.000 miembros del PRPJ, incluyendo a Son Ngoc Minh, hicieron una "larga marcha" hacia Vietnam del Norte, donde permanecieron en el exilio. A finales de 1954, los que se quedaron en Camboya fundaron un partido político legal, el Krom Pracheachon, que participó en las elecciones a la Asamblea Nacional de 1955 y 1958. En las elecciones de septiembre de 1955 ganó cerca de 4% de los votos, pero no consiguió un escaño en la legislatura. Los miembros del Pracheachon fueron objeto de constante acoso y detenciones porque el partido fue declarado ilegal por el Sangkum. Los ataques del gobierno le impidieron participar en las elecciones de 1962 y pasó a la clandestinidad. Se especula que la decisión del Pracheachon de presentar candidatos para la elección no había sido aprobada por el PRPJ. El príncipe Norodom Sihanuk habitualmente calificaba a los izquierdistas locales de Khmer Rouge, Jemer Rojo o Jemeres Rojos, un término que después llegó a significar el partido y el Estado liderado por Pol Pot, Nuon Chea, Ieng Sary, Khieu Samphan y sus socios. A mediados de la década de 1950 dos facciones del PRPJ, el "comité urbano" (dirigido por Tou Samouth), y el "comité rural" (dirigido por Sieu Heng), surgieron. En términos generales, estos grupos defendían tendencias revolucionarias diferentes. La tendencia prevaleciente "urbana", aprobada por Vietnam del Norte, reconoció que Sihanuk, en virtud de su éxito en ganar la independencia de Francia, era un verdadero líder nacional cuyo neutralismo y la profunda desconfianza de Estados Unidos lo convirtió en un activo valioso en la lucha de Hanói para “liberar” a Vietnam del Sur. Los líderes de esta tendencia esperaban que el príncipe podría ser persuadido para distanciarse de la derecha y la adopción de políticas de izquierda. La otra tendencia, apoyada en su mayor parte por cuadros rurales que estaban familiarizados con la dura realidad de las zonas rurales, abogó por una lucha inmediata para derrocar al Sihanouk “feudal”; en 1959 Sieu Heng desertó hacia el gobierno y proveyó a las fuerzas de seguridad la información que les permitió destruir hasta un 90% de la organización del partido en las zonas rurales. Aunque a las redes comunistas en la capital Phnom Penh y otras ciudades bajo la jurisdicción de Tou Samouth les fue mejor, sólo unos pocos cientos de comunistas permanecieron activos en el país en 1960.

### El grupo de estudiantes de París
Durante la década de 1950 los estudiantes jemeres en París, la capital de Francia, organizaron su propio movimiento comunista, que tenía poca o ninguna conexión con el partido en problemas en su patria. De sus filas salieron los hombres y mujeres que volverían a casa, tomarían el mando del partido durante los años 60, harían una guerra civil contra Norodom Sihanuk y el general Lon Nol desde 1968 hasta 1975, y establecerían el régimen de la Kampuchea Democrática.
Pol Pot, que lideraría el movimiento comunista desde la década de 1960, nació en 1928 (algunas fuentes dicen que en 1925), en la provincia de Kompung Thom, al noreste de Phnom Penh. Asistió a una escuela secundaria técnica en la capital y luego se trasladó a París en 1949 para estudiar electrónica de radio (otras fuentes dicen que él asistió a una escuela para impresores y tipógrafos y que también estudió ingeniería civil).
Otro miembro del grupo de estudiantes de París fue Ieng Sary. Él era un chino-jemer nacido en 1930 en Vietnam del Sur. Asistió al colegio de élite Lycée Sisowath en Phnom Penh antes de comenzar los cursos en comercio y política en el Instituto de Estudios Políticos de París (más conocido como Sciences Po) en Francia. Khieu Samphan, considerado "uno de los intelectos más brillantes de su generación", nació en 1931 y se especializó en economía y política durante su estancia en París. En talento se vio igualado por Hou Yuon, nacido en 1930, que estudió economía y derecho. Son Sen, nacido en 1930, estudió la educación y literatura; Hu Nim, nacido en 1932, estudió derecho. La mayoría de los miembros del grupo de estudiantes de París provenían de familias de terratenientes o de funcionarios públicos. Tres miembros del grupo de París forjaron un vínculo que sobrevivió a años de lucha revolucionaria y pugna dentro del partido, Pol Pot e Ieng Sary se casaron con Khieu Ponnary y Khieu Thirith (también conocido como Ieng Thirith), supuestamente familiares de Khieu Samphan. Estas dos mujeres bien educadas también jugaron un papel central en el régimen de la Kampuchea Democrática.
En algún momento entre 1949 y 1951, Pol Pot y Ieng Sary se unieron al Partido Comunista Francés (PCF). En 1951 los dos fueron a Berlín Oriental, Alemania Oriental, para participar en un festival de la juventud. Esta experiencia se considera que es un punto de inflexión en su desarrollo ideológico. En una reunión con los jemeres que luchaban con el Viet Minh (y quienes posteriormente serían juzgados como demasiado serviles a los vietnamitas) se convencieron de que sólo una organización partidaria fuertemente disciplinada y con una buena disposición para la lucha armada podría lograr la revolución. Transformaron la Asociación de Estudiantes Jemeres (AEJ), a la que pertenecía la mayoría de los aproximadamente 200 estudiantes jemeres en París, en una organización de las ideas nacionalistas y de izquierda. Dentro de la AEJ y sus organizaciones sucesoras era una organización secreta conocida como el Círculo marxista.  La organización estaba compuesta de células de tres a seis miembros con la mayoría de los miembros sin saber nada acerca de la estructura general de la organización. En 1952 Pol Pot, Hou Yuon, Ieng Sary y otros izquierdistas ganaron notoriedad enviando una carta abierta al príncipe Norodom Sihanuk llamándolo el "estrangulador de la naciente democracia." Un año más tarde, las autoridades francesas prohibieron la AEJ. En 1956, sin embargo, Hou Yuon y Khieu Samphan fundaron un nuevo grupo, la Unión de Estudiantes Jemeres. A lo interno el grupo estaba siendo dirigido por el Círculo marxista.
Las tesis doctorales escritas por Hou Yuon y Khieu Samphan expresan temas básicos que posteriormente se convertirían en las piedras angulares de la política adoptada por la Kampuchea Democrática. El papel central de los campesinos en el desarrollo nacional fue apoyado por Hou Yuon en su tesis de 1955, "Los campesinos camboyanos y sus perspectivas de modernización", que desafió la opinión convincente de que la urbanización y la industrialización son precursoras necesarias de desarrollo. El argumento principal en 1959 la tesis de Khieu Samphan, "La economía de Camboya y su desarrollo industrial", fue que el país tenía que ser autosuficiente y poner fin a su dependencia económica de los países desarrollados. En general, el trabajo de Khieu refleja la influencia de una rama de la escuela de la "teoría de la dependencia", que culpó a la falta de desarrollo en el tercer mundo en el dominio económico de las naciones industrializadas.

### Existencia clandestina en Phnom Penh
Después de regresar a Camboya en 1953, Pol Pot se integró al trabajo en el partido. Al principio él fue a reunirse con las fuerzas aliadas al Viet Minh que operaban en las zonas rurales de la provincia de Kompung Cham. Después del final de la guerra, trasladó a Phnom Penh el "comité urbano" de Tou Samouth donde se convirtió en un importante punto de contacto entre los partidos de izquierda y el movimiento comunista secreto. Sus camaradas Ieng Sary y Hou Yuon, se convirtieron en maestros de una nueva escuela secundaria privada, el Lycée Kambuboth, que Hou Yuon ayudó a fundar. Khieu Samphan regresó de París en 1959, enseñó como miembro de la Facultad de Derecho de la Universidad de Phnom Penh, y comenzó a editar una publicación de izquierda en francés, L'Observateur. El periódico pronto adquirió reputación en el pequeño círculo académico de Phnom Penh. Al año siguiente el gobierno cerró el periódico y la policía de Norodom humilló públicamente a Khieu Samphan al darle una paliza, desvestirlo y hacer públicas las fotografías en las que apareció. Sin embargo, la experiencia no impidió a Khieu abogar por la cooperación con Norodom a fin de promover un frente unido contra las actividades de Estados Unidos en Vietnam del Sur. Como se mencionó en los medios de comunicación Khieu Samphan, Hou Yuon, y Hu Nim se vieron obligados a "trabajar a través del sistema" al unirse a la Sangkum y aceptar cargos en el gobierno del príncipe.
Del 28 al 30 de septiembre de 1960, 21 líderes del PRPJ celebraron un congreso secreto en una habitación vacía de la estación del ferrocarril de Phnom Penh. Se estima que 14 delegados representaban la facción "rural" y 7 a la facción "urbana". Este acontecimiento crucial sigue siendo un misterio ya que su resultado se ha convertido en objeto de discordia (y considerablemente reescrito en su historia) entre facciones jemeres pro-vietnamita y antivietnamita. En la reunión el partido fue rebautizado como Partido de los Trabajadores de Kampuchea (PTK). Se discutió a fondo la cuestión de la cooperación con Norodom o resistirse a él. Se adoptó una nueva estructura del partido. Por primera vez se designó un Comité Central, con Tou Samouth al frente, quien abogó por una política de cooperación, como el secretario general del partido. Su aliado, Nuon Chea (también conocido como Long Reth), se convirtió en secretario general adjunto; Sin embargo, Pol Pot e Ieng Sary fueron nombrados para el Comité Central para ocupar el tercer y el quinto puestos más altos en la jerarquía del partido, respectivamente. Otro miembro del comité era el veterano comunista Keo Meas. En Kampuchea Democrática, esta reunión más tarde se proyectaría como la fundación del partido, minimizando la historia del partido antes de la ascensión de Pol Pot al liderazgo.
El 20 de julio de 1962, Tou Samouth fue asesinado por el gobierno de Camboya. En febrero de 1963, en el segundo congreso del PTK, Pol Pot fue elegido para suceder a Tou Samouth como secretario general del partido. Los aliados de Tou, Nuon Chea y Keo Meas fueron retirados del Comité Central y sustituidos por Son Sen y Vorn Vet. A partir de entonces, Pol Pot y sus leales camaradas desde sus días de estudiante en París controlaron el partido, superando a los veteranos de más edad a los que consideraban excesivamente pro-vietnamitas.

### Insurgencia en la Camboya rural
En julio de 1963, Pol Pot y la mayoría de los miembros del Comité Central dejaron Phnom Penh para establecer una base insurgente en la provincia de Ratanak Kirí en el noreste. Pol Pot poco antes había sido puesto en una lista de 34 izquierdistas que fueron convocados por Norodom Sihanuk para unirse al gobierno y demostrar que el príncipe era el único líder posible para el país. Pol Pot y Chou Chet eran las únicas personas en la lista que se escaparon. Todos los demás estaban de acuerdo en cooperar con el gobierno y posteriormente fueron puestos bajo vigilancia las 24 horas del día por la policía. A mediados de la década de 1960 el Departamento de Estado de los Estados Unidos estimaba que el número de miembros del partido era de aproximadamente 100.
Pol Pot y los demás se trasladaron a esa región que estaba habitada por minorías tribales, el Khmer loeu, cuyo trato duro (incluyendo el reasentamiento forzoso) a manos del gobierno central les hizo reclutar a personas dispuestas para la lucha de guerrillas. En 1965 Pol Pot hizo una visita de varios meses a Vietnam del Norte y China. Probablemente recibió algún tipo de formación en China, que debe haber mejorado su prestigio cuando regresó a las zonas liberadas del PTK. A pesar de las relaciones amistosas entre Norodom y China, el gobierno de este último país mantuvo la visita de Pol Pot en secreto a Norodom. En 1971, el partido cambió su nombre por el de "Partido Comunista de Kampuchea" (PCK). El cambio del nombre del partido fue un secreto bien guardado. A los miembros de bajo rango del partido e incluso a los vietnamitas no se les dijo del cambio y tampoco lo fue el número de miembros hasta muchos años después. La dirección del partido apoyó la lucha armada contra el gobierno, entonces liderado por el príncipe Norodom Sihanuk. En 1967 hubo varios intentos de rebelión a pequeña escala fueron hechos por el PCK pero tuvieron poco éxito.
En 1968, los Jemeres Rojos lanzaron una insurgencia nacional en toda Camboya estallando la guerra civil camboyana. Aunque Vietnam del Norte no había sido informado de la decisión, sus fuerzas proporcionaron refugio y armas a los Jemeres Rojos después de la insurgencia comenzó. Las fuerzas guerrilleras del partido fueron bautizadas como el Ejército Revolucionario de Kampuchea. El apoyo vietnamita a la insurgencia hizo imposible que el Ejército Real de Camboya combatiera eficazmente a la guerrilla.

### Ascenso al poder
El interés político de los Jemeres Rojos se incrementó como consecuencia de la situación creada por el golpe de Estado que derrocó a Norodom Sihanuk como jefe de Estado en 1970. El primer ministro Lon Nol, con el apoyo de la Asamblea Nacional, depuso a Norodom. Este, en el exilio en Pekín, China, hizo una alianza con el Partido Comunista de Kampuchea y se convirtió en el jefe nominal de un gobierno en el exilio dominado por los Jemeres Rojos (conocido por sus siglas en francés como GRUNK) respaldado por la República Popular China. El apoyo popular de Sihanuk en la Camboya rural permitió a la guerrilla extender su poder e influencia hasta el punto de que en 1973 ejercía un control de facto en la mayoría del territorio de Camboya, aunque sólo tenía una minoría de la población.
La relación entre el bombardeo masivo de Camboya por Estados Unidos y el crecimiento en número de los Jemeres Rojos, así como el apoyo popular a la guerrilla, ha sido un tema de interés para los historiadores. Algunos historiadores han citado la intervención estadounidense y la campaña de bombardeos (que abarca desde 1965 hasta 1973) como un factor importante que condujo a un mayor apoyo a los Jemeres Rojos entre los campesinos de Camboya. Sin embargo, el biógrafo de Pol Pot, David Chandler, sostiene que los bombardeos "tuvieron el efecto que querían los estadounidenses porque se rompió el cerco comunista de Phnom Penh". Peter Rodman y Michael Lind afirmaron que la intervención de Estados Unidos salvó a Camboya del colapso en 1970 y 1973. Craig Etcheson convino en que era "insostenible" afirmar que dicha intervención causó la victoria de los Jemeres Rojos al tiempo que reconoce que puede haber desempeñado un papel pequeño papel en fomentar el número de los insurgentes. William Shawcross, sin embargo, escribió que los bombardeos e incursiones terrestres de Estados Unidos sumieron a Camboya en el caos que Norodom había trabajado durante años para evitar.
La intervención vietnamita en Camboya, puesta en marcha a petición de los guerrilleros, también ha sido citado como un factor importante en su eventual victoria, incluso por Shawcross. Vietnam posteriormente admitió que jugó “un papel decisivo” en su toma del poder. China “armó y entrenó” a los Jemeres Rojos durante la guerra civil y continuó ayudándoles años después.
Cuando el Congreso de Estados Unidos suspendió la ayuda militar al gobierno de Lon Nol en 1973, los Jemeres Rojos lograron avances radicales en el país, abrumando completamente a las Fuerzas Armadas Nacionales Jemer. El 17 de abril de 1975 el Jemer Rojo tomó Phnom Penh, derrocó a la República Jemer e hizo la ejecución de todos los funcionarios estatales. 

## El Jemer Rojo en el poder
El liderazgo de los Jemeres Rojos estuvo sin mayores cambios entre los años 60 y mediados de los 90. Los líderes provenían en su mayoría de familias de la clase media y se habían educado en universidades francesas. El Comité Permanente del Comité Central de los Jemeres Rojos ("centro del partido") durante su período en el poder estaba compuesto por: 
- Hermano número 1 Pol Pot (Saloth Sar)—Secretario General del Partido Comunista de Kampuchea, 1963–81; Primer ministro de Kampuchea Democrática, 1976–79

- Hermano número 2 Nuon Chea (Long Bunruot)—Vicesecretario general del partido y presidente de la Asamblea Representativa Popular de Kampuchea

- Hermano número 3 Ieng Sary—Vice primer ministro de la Kampuchea Democrática y ministro de Relaciones Exteriores, 1975–79

- Hermano número 4 Khieu Samphan— Presidente del Presidium Estatal (jefe de Estado) de la Kampuchea Democrática

- Hermano número 5 Ta Mok (Chhit Chhoeun)— Líder del Ejército Nacional de Kampuchea Democrática; último líder de los Jemeres Rojos y Secretario Regional del Suroeste (murió bajo custodia en espera de juicio por genocidio el 21 de julio de 2006)

- Hermano número 13 Ke Pauk—Secretario Regional de la Zona Norte

- Son Sen—ministro de Defensa

- Yun Yat—ministro de Educación, 1975–77; ministro de Información (reemplazó a Hu Nim en 1977)

En el poder, el Jemer Rojo llevó a cabo un programa radical que incluyó el aislamiento del país de la influencia extranjera, el cierre de escuelas, hospitales y fábricas, la abolición de la banca, las finanzas y la moneda, la prohibición de todas las religiones, la confiscación de todas las propiedades privadas y la reubicación de las personas de las zonas urbanas a las granjas colectivas donde trabajaban forzosamente. El propósito de esta política fue la de convertir a los ciudadanos camboyanos o "gente vieja" en "gente nueva" a través de la mano de obra agrícola. Estas acciones resultaron en muertes masivas por ejecuciones, agotamiento por trabajo, enfermedades y hambre.
En Phnom Penh y otras ciudades, el Jemer Rojo dijo a los residentes que serían trasladados  "dos o tres kilómetros" de distancia fuera de la ciudad y regresarían en "dos o tres días." Algunos testigos dicen que se les dijo que la evacuación fue a causa de la "amenaza de los bombardeos estadounidenses" y que ellos no tendrían que cerrar sus casas ya que el Jemer Rojo estaría a "cargo de todo" hasta que regresaran. Estas no fueron las primeras evacuaciones de la población civil por el Jemer Rojo. Evacuaciones similares de poblaciones sin posesiones habían venido produciendo en menor escala desde principios de 1970.
El Jemer Rojo intentó convertir a Camboya en una sociedad sin clases despoblando ciudades y obligando a la población urbana a estar en comunas agrícolas a través de brutales métodos totalitarios. Toda la población se vio obligada a convertirse en campesinos en los campos de trabajo forzado. Durante sus cuatro años en el poder, el Jemer Rojo exterminó con exceso de trabajo y hambre a la población, al mismo tiempo hizo la ejecución de grupos seleccionados que tenían el potencial de socavar el nuevo estado (incluidos los intelectuales) y mató a muchos otros, incluso por infracciones menores de las reglas. Durante la década de 1970, y especialmente después de mediados de 1975, el partido también fue sacudido por las luchas entre facciones. Hubo incluso intentos armados para derrocar a Pol Pot. Las purgas resultantes alcanzaron su máxima intensidad en 1977 y 1978, cuando miles de personas, incluyendo algunos líderes importantes del PCK, fueron ejecutados. La vieja generación de comunistas, sospechosos de tener vínculos con o simpatías por Vietnam, fueron atacados por la dirección de Pol Pot.

### El Angkar
Aproximadamente dos años después de que el PCK asumió el poder, se refirió a sí mismo como el "Angkar" (en camboyano:អង្គការ; pronunciado Ahngkah, lo que significa 'La Organización'). Sin embargo, el 29 de septiembre de 1977 Pol Pot declaró públicamente la existencia del PCK en un largo discurso de cinco horas de duración. Reveló el verdadero carácter de la autoridad suprema en Camboya, un oscuro cuerpo gobernante que se había mantenido excluido.
El PCK había sido extremadamente reservado durante toda su existencia. Antes de 1975 era necesario el secreto para la supervivencia del partido y Pol Pot y sus colaboradores más cercanos se habían basado en la continuación del secretismo extremo con el fin de consolidar su posición en contra de aquellos que percibían como enemigos internos durante sus dos primeros años en el poder. La revelación de la existencia del PCK fue debido al viaje de Pol Pot a Pekín que resultó en la presión de China a los líderes del Jemer Rojo para reconocer su verdadera identidad política en un momento en que cada vez más dependía de la ayuda de China en contra de las amenazas por parte de Vietnam. En consecuencia, Pol Pot en su discurso afirmó que la fundación del PCK había sido en 1960 y puso de relieve su identidad separada del Partido Comunista de Vietnam (PCV). Este secreto continuó incluso después de la toma del poder por el PCK. A diferencia de la mayoría de los líderes comunistas, Pol Pot nunca fue objeto de un culto a la personalidad. Sería casi un año antes de que se confirmara que su nombre real era Saloth Sar, el hombre siempre citado como secretario general del PCK.

## Caída de los Jemeres Rojos

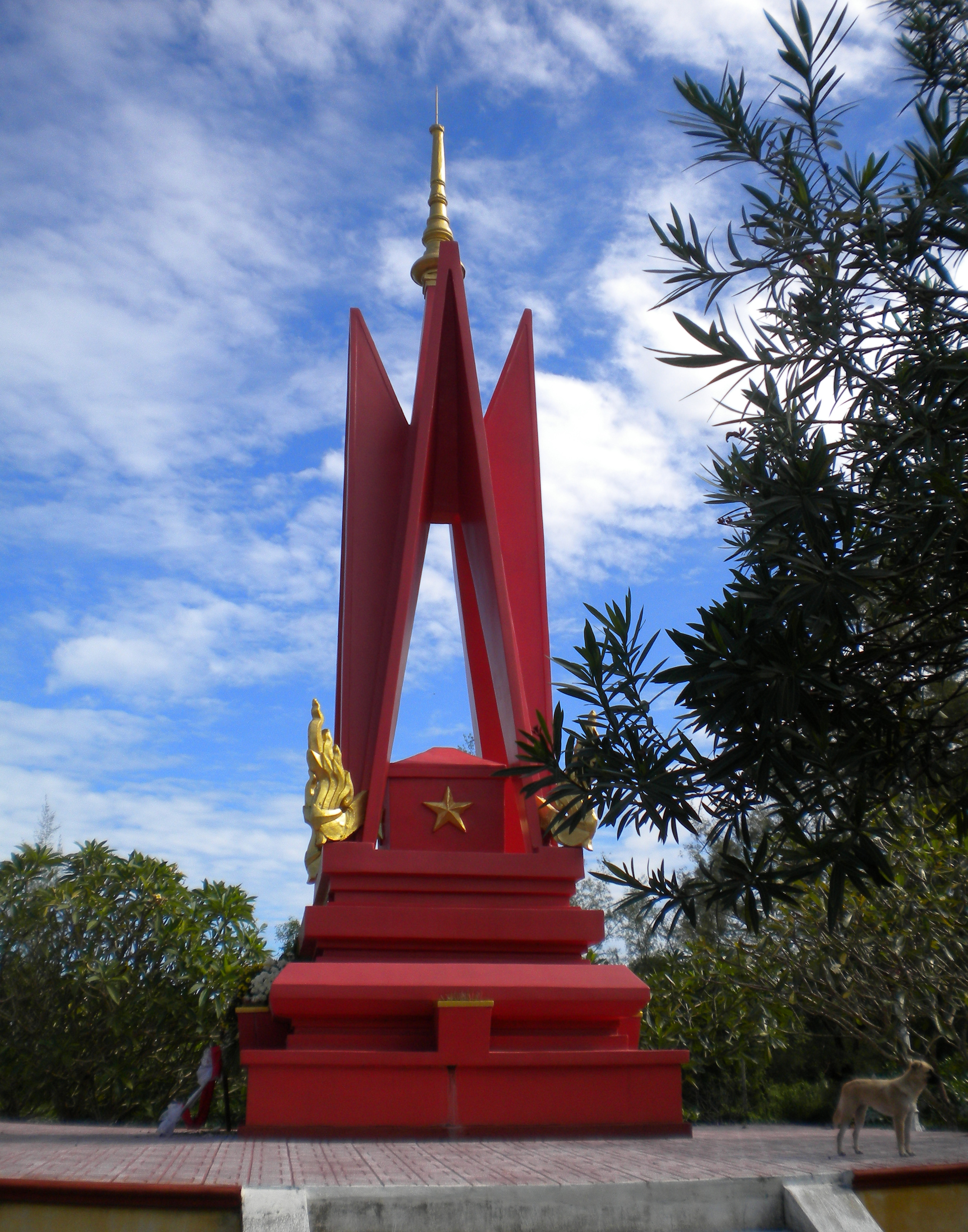
Monumento a la amistad entre Camboya y Vietnam en la ciudad costera de Sihanoukville.

El 18 de marzo de 1970 el rey Sihanouk, instalado en Pekín, entabla relaciones con los Jemeres Rojos. Junto con él instauran un gobierno de unidad nacional de Kampuchea, respaldado por la República Popular China de Mao Zedong. Con esta ayuda, y contando con jóvenes soldados venidos del campo (personas que odian la ciudad, el centro y su relación con la corrupción y la explotación), los Jemeres Rojos controlan con suma rapidez la mitad del país y amenazan las vías de comunicación. Pese a la ayuda que recibió la República Jemer de Lon Nol por parte de Estados Unidos y el apoyo de Vietnam del Sur a su causa, los Jemeres Rojos no tardaron en conquistar la capital del país el 17 de abril de 1975. A partir de aquí se establece un nuevo régimen. Los tres responsables ideológicos del nuevo régimen - Khieu Samphan, Ieng Sary y Pol Pot - deciden someter a los habitantes de la ciudad a trabajos forzados en el campo. Los vietnamitas que vivían en aquel momento en el territorio camboyano fueron expulsados del territorio en condiciones dramáticas, y durante el año 1976 se llevaron a cabo matanzas y masacres.
Para la contención y supresión de este régimen se crea el FUSNK (Frente Unido de Salvación Nacional de Kampuchea), el cual está firmemente apoyado por un Vietnam unificado y que está a punto de entrar en guerra con sus vecinos situados en la frontera. El estallido fronterizo con Vietnam ocasionado por la ruptura diplomática en diciembre de 1977 hizo que se acentuara la rivalidad entre China y la URSS. El agravio de la crisis interna originada en Camboya, después de que Pol Pot eliminara la facción de Khieu Samphan, junto con la tensión habida con Vietnam, facilitó la posición de la oposición en la zona oriental del país. La oposición comunista prosoviética, apoyada fervientemente por Vietnam, logró posicionarse para poder hacer frente a los Jemeres Rojos el 3 de diciembre de 1978. Con ese apoyo, las tropas del FUSNK avanzaron con gran facilidad, y Vietnam invadió la Kampuchea Democrática el 27 de noviembre, haciendo que el régimen se precipitase y tomando la ciudad de Nom Pen el 5 de enero de 1979, lo que significó la caída total del régimen de Pol Pot.
El FUNKS constituyó un gobierno provisional denominado “Consejo Revolucionario del Pueblo”, presidido por Heng Samrin. Este nuevo régimen, protegido por Vietnam y por la URSS, se hizo sólido en el interior pero no obtuvo el reconocimiento de la ONU. En 1980, ésta ratificó la representación legítima de Camboya con respecto al antiguo gobierno de Pol Pot, poco después de que éste fuera reemplazado como primer ministro a manos de Khieu Samphan en diciembre de 1979. El nuevo presidente de la República Popular de Kampuchea firmó con Hanói un tratado de protección similar al alcanzado dos años antes entre Vietnam y Laos. El rey Norodom Sihanuk, que ya se había distanciado de Pol Pot, presentó un informe a las Naciones Unidas donde acusaba a Vietnam de cometer una agresión hacia Camboya. La opinión internacional tenía que decidir entre otorgar la legítima representación del pueblo camboyano a Pol Pot o reconocer a la República Popular de Kampuchea dirigida por Heng Samrin, que había recibido el poder de manos de una invasión extranjera.
Pol Pot tenía el apoyo de China y continuó con la aprobación de los países no comunistas de la región como Tailandia. Heng Samrin, en cambio, gracias a las mediaciones de la URSS, obtuvo la aprobación de los países comunistas y algunos de los países del Tercer Mundo aliados con la URSS. Pol Pot, junto a Khieu Samphan, después de ser sustituido como primer ministro, siguió al frente de la guerra de guerrillas contra el nuevo gobierno pro-vietnamita. Khieu Samphan, sobre las base de una lista única del FUNKS, convocó elecciones para una nueva Asamblea Nacional en mayo de 1981, la cual elaboró de manera casi súbita una constitución en junio de 1981, destituyendo así al ex-jemer rojo Heng Samrin de su cargo como jefe de Estado y nombrando así como jefe del gobierno a Penn Sovann, secretario general del partido comunista prosoviético, el cual dimitió por cuestiones de salud de sus cargos en diciembre de 1981. Será reemplazado por Heng Samrin como secretario general, y Chan Si se convertirá en el jefe del gobierno, sustituido por Hu Sen el 14 de enero de 1985.
Siguiendo de cerca el bando de los Jemeres Rojos se sabe bien que Pol Pot perdió influencia, pero la rivalidad de China (apoyada por EE. UU.) contra la URSS ayudó a la formación del Gobierno de Coalición de Kampuchea Democrática (GCKD), anti-vietnamita en su totalidad, presidido por el rey destronado Norodom Sihanuk, el 22 de junio de 1982. Este nuevo gobierno de coalición sufrió fuertes cambios, lo que provocó una caída definitiva de la figura de Pol Pot en 1985.
Durante la década de 1980 se siguieron librando pequeñas guerras de guerrillas, lo que quiere decir que, si durante el mandato de Pol Pot murieron un total de dos millones de personas de manera violenta de un total de siete millones, el número de víctimas originadas durante el gobierno de Heng no fue del todo menor. Se entra entonces en una espiral de reconciliación y diálogo generado después del fin de la Guerra Fría. El final de ésta favoreció el mantener una conversación entre los dos bandos enfrentados en Camboya, el pro-vietnamita y el monárquico. Este diálogo tuvo lugar en Bogor (Indonesia) en julio de 1988. La negociación se hizo más próspera con la retirada del Ejército Popular de Vietnam de territorio camboyano en septiembre de 1989. Poco después de los Acuerdos de París del 23 de octubre de 1991, Norodom Sihanouk regresó a Nom Pen y fue reconocido como jefe de Estado en noviembre del mismo año. La resolución del Consejo de Seguridad de la ONU realizado el 28 de febrero de 1992 dio luz a la formación de una autoridad provisional de las Naciones Unidas en Camboya conocida como “APRONUC” que, con la participación de 20.000 cascos azules, comenzó la misión el 1 de marzo de 1992 y lideró el proceso de pacificación y democratización. Se priorizó la retirada de minas antipersona. Sin embargo, la misión de estas fuerzas fue parcialmente boicoteada por los Jemeres Rojos que aún quedaban escondidos en la espesa selva de la frontera con Tailandia.

## Ideología
Aunque muchos de los líderes del gobierno de Heng Samrin, en Phnom Penh, formaron parte de la Kampuchea Democrática, con el final del régimen buscarían distanciarse de las políticas de Pol Pot, enfatizando el rol de Pol Pot en el genocidio para restar importancia a su participación en éste. El mismo Heng Samrin quiso aclarar que el PCK nunca funcionó como un partido comunista cuando Pol Pot estaba en el poder.
Khieu Samphan, presidente de Kampuchea Democrática entre 1976 y 1979, dijo a Norodom Sihanouk que Camboya sería el primer país, gracias a su situación excepcional, que podría alcanzar el comunismo saltándose las fases previas. Esto demuestra la actitud de auto-engrandecimiento del régimen que le diferenciaba de otros estados comunistas. El PCK solía reivindicar la naturaleza singular de su partido y revolución
Según Ieng Sary, uno de los fundadores de los Jemeres Rojos, en 1977:
“Lo que estamos tratando de lograr nunca ha ocurrido antes… la situación de Camboya no se ajusta a ningún modelo existente y por lo tanto requiere de política original”.
Esto contrasta con el internacionalismo que caracteriza el comunismo. Puede que sea por esta actitud exclusivista que el PCK no tenía buenas relaciones con la Unión Soviética, con el Partido Comunista Chino ni el Partido Comunista de Vietnam. En el 1965, el PCK se aísla de China y Vietnam
Bajo el liderazgo de Pol Pot, el PCK llevó a cabo una política autárquica, chovinista y radical, llevando al límite el socialismo agrario. Según un estudio sobre los documentos y retransmisiones por radio de KD, destaca la falta de referencias a Mao, Lenin o incluso Marx. Aun así el PCK estaba organizado bajo un politburó y un comité central, y tuvo bajo estricto secretismo la identidad de los líderes del partido hasta el año 1977, dos años después de que ascendieran al poder. Documentos de los mismos centros de encarcelamiento, como el de Tuol Sleng, demuestran una organización leninista.
El Estado y el partido eran uno. Para evitar la formación de oposición, llevaron a cabo métodos totalitarios de control social. Para afrontar los costes de la guerra contra Vietnam y comprar equipo militar empleaban arroz como moneda de cambio, a pesar de la hambruna que sufría el país
Un documento del año 1976 establece la meta de KD como una revolución socialista: por un lado construir el socialismo, y por otro, defender el país y marcar ejemplo para el futuro. Usar el comunismo solo como instrumento para construir una nueva Camboya. Por eso es posible creer la facilidad con la que renegaron del comunismo cuando el régimen cayó. En 1978, el mismo Pol Pot dice:
“Sin un sistema colectivo socialista, nos sería imposible defender nuestro país, perderíamos el país y nuestra raza camboyana desaparecería.  De hecho, nuestra revolución socialista ha puesto en marcha una base fuerte para nuestro sistema colectivo en nuestra nación, convirtiendo así todo el país en un bastión que puede garantizar total e independientemente nuestra tarea de defensa nacional.”
Algunas políticas fueron: evacuación urbana forzada, abolición del dinero y del sistema de mercado, cierre de instituciones públicas, cese de la propiedad privada, censura de la lingüística tradicional de la cultura Jemer, masacres,  sociedad proletaria austera y autoritaria. Todo esto sin pasos previos. Según ellos, todos los males venían de la época anterior de la revolución, en que los extranjeros y la clase bienestante camboyana “invadieron” Camboya y trajeron el “capitalismo”, corrompiendo la sociedad. El socialismo surgió como una solución a la deriva nacional.

### Revolución socialista “pura” y nacionalismo.
En los 70 el 90% de la población era de etnia Jemer. Los aldeanos se referían a sí mismos como Jemer, para hacer referencia al territorio Camboyano.
Los líderes de KD se veían a sí mismos como los salvadores de la nación-estado camboyana. El fin era reivindicar la identidad Jemer, sin influencias del extranjero, y volver a la proeza de la agricultura del período Angkor.  Restaurar la grandeza nacional de Camboya. “Una era más gloriosa que Angkor”

#### Anti-Vietnam
Después de la victoria en el 1975, Kampuchea Democrática atacó Vietnam y expulsó del país a los 200.000 residentes vietnamitas, marcando así su actitud anti-vietnamita.
El sentimiento anti-Vietnam era común en la población. En el 1830 hubo un intento del Emperador Ming Mang en el año 1830 de “vietnamizar” Camboya, y uso de burócratas vietnamitas por parte de los franceses. Vietnam acaba siendo el chivo expiatorio: KD culpaba a los supuestos espías vietnamitas que se habían infiltrado en el PCK de sus fracasos. La culpa es siempre del extranjero
Pol Pot y la élite del partido creían que, si se eliminaba la sociedad jerarquizada y se sustituía por solo una clase, la campesina, Camboya podría renacer y sobrevivir como una nación fuerte y unificada. Era la sociedad jerarquizada la que permitía la explotación, la explotación lleva a la debilidad, y la debilidad, a la ocupación extranjera.
Pese a que Vietnam pasó a ser un estado socialista en el año 1975, se seguía percibiendo como amenaza.
Aquellos que se oponían a las políticas de la Kampuchea Democrática eran considerados enemigos del estado, traidores y espías vietnamitas: “Cuerpos Jemer con mentes vietnamitas”. Cualquiera que opusiera resistencia era considerado enemigo del estado, espía potencial de Vietnam enviados para destruir el gobierno desde dentro, argumento que usaron para justificar muchas matanzas de camboyanos. Oficiales del régimen como Thiounn Mumm decían, a finales de los 80, que la caída y el fracaso del régimen fue por culpa de Vietnam

#### Utopía Agraria
La Kampuchea Democrática intentó eliminar la diferencia de clases sociales. Creó una sociedad rural que dependía totalmente de medios y tradiciones locales. toda tecnología venida de occidente era repudiada. (punto de vista anárquico sobre el ideal posrevolucionario: destruir el Estado para crear uno de nuevo).

#### Maoísmo
Pol Pot llamó a sus políticas agrarias el “Super Gran Salto Adelante”, haciendo mención al Gran Salto adelante de Mao, de 1958 al 1960. No es de extrañar la influencia, pues el mismo Pol Pot pasó años en China, durante el liderazgo de Mao.
En Camboya el estado controlaba todos los aspectos de la producción en las comunas, el racionamiento de comida usado como instrumento para crear dependencia hacia el Estado. Ieng Sary pensaba que China no había ido lo suficientemente lejos, y que Camboya mostraría al mundo una “revolución pura”. La comunalizacion de Pol Pot fue radical en todo el país, pues era la política del Comité Central del PCK. (En China llegó hasta el extremo solo en algunas zonas controladas por radicales)
Hubo mucha hambruna en Camboya, debido a que era imposible que llegara asistencia técnica ni de personal de las ciudades, ya que éstas habían sido masivamente desalojadas.
Según el PCK, la revolución Camboyana debe basarse en el campesinado, debe ser nacional, anti-vietnamita.
La clase baja campesina estaba muy frustrada por la corrupción, la inflación, y las promesas no cumplidas de Sihanouk , que prometía la modernización. Eran el 85% de la población.
Aun así, el campesinado camboyano era fiel al modelo de autoridad política formado por el “dios-rey” Sihanouk. El PCK ocultó su identidad comunista a los campesinos durante el período de 1970-1975. Además, el PCK se mostró públicamente favorable a la figura de Sihanouk, exiliado después del golpe de Estado de 1970. Fue después de todo el mismo Sihanouk quien animó por radio a participar en el movimiento anti-Lon Nol. Puede que lo interpretasen como una llamada para impartir justicia y restaurar la monarquía .
En el año 1981 el Partido Comunista de Kampuchea (PCK) se disolvió. Los líderes de la Kampuchea Democrática, entre ellos Ieng Sary, el segundo hombre después de Pol Pot, que entonces luchaban contra la República Popular de Kampuchea, decían haber abandonado el socialismo. El partido acepta la disolución y renuncia a su ideología comunista. Aunque la manipulación de la identidad del partido podría ser una estrategia para ganar apoyo popular y político del Gobierno de Coalición de Kampuchea.
El Gobierno de Coalición de Kampuchea fue una coalición en el exilio compuesta por 3 facciones: Kampuchea Democrática (Jemeres Rojos), el Frente de Liberación Nacional de los Jemeres (1979-1993, oposición a la RPK instalada por los vietnamitas, anticomunista, que ayudaron a expulsar a los Jemeres Rojos, pero temían a la dominación de Vietnam) y el FUNCINPEC, fundada el 1981 por Norodom Sihanouk

### Ideología del Partido Popular de Camboya

#### La herencia socialista del PPC
El Partido Popular de Camboya ha recibido una herencia igualitarista, y en 1992 declaró su continuidad con las ideas socialistas del Sangkum. (Ayres, 2000) En el momento de su formación, este socialismo se concibió como diferente al marxismo socialista y al comunismo en tanto a su inspiración en los propios principios ideológicos y budistas del país, dando lugar a una ideología “esencialmente khmer” que busca la modernización de Camboya a través de la unidad y el dinamismo y que resulta pragmática y adaptada a la evolución económica y política particular del país. La ideología del Sangkum se basaba en el mantenimiento de un equilibrio entre la acción pública y la acción privada de cara a lograr el libre desarrollo de la iniciativa y el bienestar individuales. Este principio del equilibrio se manifiesta en el terreno político en un posicionamiento neutral con respecto a los bloques capitalista y comunista –hemos de contextualizar el desarrollo y aplicación de esta ideología con el período de guerra fría– y en una adaptación equilibrada de ambos sistemas para la organización del país en el terreno económico.

#### Abandono de las ideas socialistas
A pesar de esta adherencia por parte del PPC a las ideas del mandato de Sihanouk, las prácticas de la figura central del partido y primer ministro en cargo del país Hun Sen y de grandes cargos de su gobierno revelan una escasa praxis de esta ideología y un fracaso en la consecución del igualitarismo, como pone de manifiesto la acumulación de grandes fortunas a título individual entre diversas figuras con influencia dentro del partido. (Ayres, 2000) Desde que fuese escogido como primer ministro en 1985, Hun Sen ha permitido la iniciativa privada capitalista en el país y ha legislado a favor de la entrada de capital de empresas extranjeras para la reconstrucción económica. De la misma manera, el gobierno ha reconocido la propiedad privada de la tierra y ha lanzado reformas a nivel rural para impulsar la producción agrícola y mejorar los ingresos de la población de los campesinos. Para justificar este abandono de los principios del socialismo, el partido comunicó oficialmente la necesidad de que la ideología quede detrás de las necesidades inmediatas del país. Del mismo modo, Hun Sen puso fin a la República Popular de Camboya en 1989 y lideró la transición hacia un estado ideológicamente neutral, deshaciéndose de toda reminiscencia a la ideología socialista.

#### La “no ideología” del partido
Muchos académicos coinciden en la dificultad de adscribir al PPC, y en especial a Hu Sen, a una ideología. A pesar de que la cultura política del país ha ido aceptando progresivamente valores democráticos como la celebración regular de elecciones o la realización de manifestaciones, se ha subrayado la preocupación de Hun Sen por la eliminación de la oposición y de cualquier amenaza a su poder a través de reformas judiciales y legislativas con el objetivo de sostener el control de las cortes y de acabar con la oposición, lo que se concibe como necesario para su mantenimiento del poder político. Debido a esto, no resulta adecuado considerar a Hun Sen como partidario de la democracia liberal y multipartidista, a pesar de que, tras la transición política, Camboya se haya convertido en un miembro de pleno derecho en las Naciones Unidas y en la ASEAN, y de que los observadores internacionales consideren la celebración de elecciones en el país como “libres y justas”.
Como ya se ha expuesto, las reformas económicas que se han puesto en marcha desde la llegada al poder de Hun Sen hacen imposible hablar de éste como adscrito a la ideología comunista. A la hora de autodefinirse ideológicamente, el ministro ha evadido posicionarse y se ha declarado como devoto únicamente al pueblo de Camboya.

## Influencias exteriores
El Partido Comunista de Camboya se ha visto influenciado por diversos países en sus acciones a lo largo de su historia, principalmente por Vietnam, EE. UU., China, la Unión Soviética y Francia. Estas influencias conformaron tanto la ideología de sus miembros como el futuro del partido.
Una de las primeras influencias en el partido fue la de los movimientos antifranceses de Vietnam, especialmente durante la primera guerra de Indochina. Si bien el partido no estaba formado en aquella época, fueron las ideas de libertad y antiimperialismo del Vietnam colonial las que nutrieron y auspiciaron la creación de éste en el futuro .
Con la creación del Partido Comunista de Indochina, dominado mayoritariamente por vietnamitas, las ideologías populares en Camboya adoptaron nociones que luego ayudarían a configurar el Partido Comunista, como la disciplina, la organización o la clandestinidad.
Francia tuvo una doble influencia en el partido. Por un lado, la colonización francesa del territorio camboyano es uno de los principales orígenes del movimiento revolucionario en el país; por otro, el líder del partido, Pol Pot, sería introducido a las ideas de imperialismo y cambio revolucionario a través del Partido Comunista Francés, al que se afiliaría durante su estancia en Francia .
EE. UU. proporcionó el factor decisivo para la ascensión del Partido Comunista de Camboya al poder. El presidente Nixon extendió la guerra de Vietnam a Camboya, realizando diversas incursiones militares durante ésta a su territorio, precedidas por bombardeos . Esta serie de ataques causaron grandes pérdidas humanas y materiales, consideradas incluso mayores que aquellas causadas durante los bombardeos a Japón. Esta devastación alimentó el rencor de la población y resultó muy negativa para el gobierno prooccidental de Lon Nol, que fue culpado por su alianza con EE. UU. Con un gobierno debilitado como éste, la retirada del apoyo estadounidense al régimen de Lon Nol fue la ventaja final que el Partido necesitaba para alcanzar el poder. El resentimiento que habían generado las incursiones americanas dio lugar al sentimiento antioccidental que caracterizaría más tarde al partido y que daría lugar al genocidio camboyano.
La influencia del comunismo soviético es clara en la forma en que el Partido Comunista Camboyano describe la historia de su país tras llegar al poder: a una época inicial de comunismo primitivo le sigue un estadio de esclavitud, feudalismo y finalmente la sociedad capitalista. Este sistema opresor acabaría con el gobierno del Partido Comunista. Esta secuencia histórica se corresponde al modelo creado por Stalin para definir a los países afectados por el imperialismo. El Partido, pues, utilizó las ideas del dirigente ruso para justificar la necesidad del comunismo en Camboya.
A pesar del considerable impacto que los anteriores países y sus acciones tuvieron en el comunismo camboyano, la mayor influencia la recibió del maoísmo. De él extrajo las nociones de lucha constante de clases y de realizar una revolución autónoma, independiente del resto de países, que el Partido Comunista de Camboya adaptó principalmente como independencia del comunismo vietnamita.
Otro aspecto que el partido emuló del maoísmo son las purgas, tanto dentro como fuera del partido. Esta búsqueda de los “enemigos del partido” tomó como referencia principal la Revolución Cultural y las diversas campañas realizadas por el PCCh. La influencia de éste y las acciones de EE. UU. condujeron a la brutalidad de los Jemeres Rojos contra aquellos considerados “agentes del imperialismo”, y en parte propiciaron el genocidio camboyano.
Diversos eslóganes del comunismo chino fueron también reproducidos por el Partido Comunista Camboyano, como por ejemplo los Saltos Adelante.
El proceso de colectivización camboyano también imita al del gigante asiático en diversos aspectos. En las primeras etapas de éste, se obliga a la población a dedicarse al trabajo en el campo, con la intención de convertir Camboya en un país rural, sin clases. Esta centralidad en el mundo rural es un claro reflejo de aquella que vemos en el maoísmo. Como extensión de este protagonismo del campo en la ideología jemer, se cerraran escuelas y universidades y se “reeducará” en campos de trabajo a todos aquellos intelectuales que demuestren disconformidad con las ideas del Partido. De nuevo, estas medidas reflejan aquellas tomadas por el partido de Mao en China .

## Figuras destacadas

### Norodom Sihanouk
Norodom Sihanouk fue un ferviente defensor de la independencia de Camboya, ganándose el sobrenombre de “Padre de la Independencia”, y un importante líder popular. A lo largo de su vida ocupó el puesto de rey de Camboya en dos ocasiones (del 1941 al 1955 y del 1993 al 2004, esta segunda vez como “príncipe”) y fue jefe de Estado del 1960 al 1970, entre otros cargos. Fue también jefe de Estado de la Kampuchea Democrática del 1975 al 1976, pero renunció a su puesto rápidamente por discrepancias por los métodos y el gobierno del Estado.
Norodom Sihanouk es una de las figuras políticas más carismáticas y populares de la historia reciente de Camboya y tras su última abdicación en el año 2004, “El gobierno le proclamó Su Majestad Rey-Padre de Camboya”. Su papel en la política de Camboya siempre fue importante, pero tuvo especial relevancia en las décadas de los cuarenta y los sesenta.

### Samouth
Tou Samouth fue el secretario general y líder de-facto del partido comunista de Kampuchea desde sus inicios hasta la desaparición de Samouth en el año 1962 . Pol Pot, del que Samouth había sido mentor y al cual había ayudado a escalar posiciones dentro del partido, fue el que anunció su desaparición, tras lo cual él y su camarilla se hicieron con el control del partido, sucediendo Pol Pot a Tou Samouth como secretario general en el año posterior a su desaparición y muerte. Las circunstancias y autoría del secuestro y asesinato de Samouth aún no han llegado a aclararse.

### Pol Pot (Saloth Sar)
Pol Pot es conocido por su papel como líder de los Jemeres Rojos antes y durante la existencia del régimen de la Kampuchea Democrática, del cual fue primer ministro y líder principal, dirigiendo la dictadura y las infames reformas que se llevaron a cabo durante el régimen. Es la figura considerada responsable del genocidio llevado a cabo por los Jemeres Rojos durante la Kampuchea democrática, y fue el líder principal del país durante toda su existencia. Murió en el año 1998 mientras esperaba para ser juzgado por un tribunal internacional, por causas aún desconocidas.

### Chea Sim
Chea Sim fue una de las figuras clave del PPC después de la caída del régimen de los jemeres rojos. Pese a su colaboración con ellos en las primeras fases de su ascenso al poder y su participación en la guerra civil, Chea Sim pronto desertó y se unió al movimiento de resistencia activo en Vietnam. 
Tras la caída del régimen de los jemeres rojos en el año 1979, Chea Sim fue designado como uno de los nuevos líderes de Camboya.
Chea Sim fue durante mucho tiempo una de las figuras más poderosas y representativas del PPC, aunque siempre compartió dicho liderazgo con Hun Sen, que hacia el final de su carrera empezó a ganarle terreno dentro del partido . Su posición como líder se vio claramente amenazada en el año 2004, cuando Hun Sen consiguió llevar adelante una propuesta para cambiar la constitución obligando a Chea Sim, que estaba en contra a exiliarse temporalmente. Cuando la salud de Chea Sim comenzó a deteriorarse, Hun Sen asentó definitivamente su superioridad y asumió el nuevo liderazgo del partido tras su muerte en el año 2015.

### Hun Sen
Es el actual primer ministro de Camboya y líder del PPC. Al igual que Chea Sim, fue miembro y seguidor del KPRP previamente a su subida al poder, y luchó en su bando durante la guerra civil. Apoyó al régimen de la Kampuchea Democrática hasta el año 1977, cuando empezaron las purgas internas de los Jemeres Rojos y escapó a Vietnam para pasar a luchar en favor de la liberación de Camboya del régimen jemer. 
Ascendió al poder en el año 1979, cuando fue designado como uno de los nuevos líderes de Camboya por Vietnam como ministro de Asuntos Exteriores, y se ha mantenido en las esferas más altas del poder desde entonces. Ha sido acusado en diversas ocasiones de usar métodos como la corrupción, coacción, intimidación, etc. para mantenerse en el poder y neutralizar a sus adversarios políticos. En el año 2015 sustituyó a Chea Sim como líder del PPC, y lleva en el poder como primer ministro desde el año 1998.

### Heng Samrin
Heng Samrin fue otro de los líderes políticos designados por Vietnam tras la caída del régimen de la Kampuchea Democrática de Pol Pot. También defensor y seguidor de dicho régimen en un principio, huyó a Vietnam tras las purgas de líderes políticos del 1978 y subió al poder junto con Chea Sim, Hun Sen, y demás líderes políticos pro-Vietnam en el 1979, cuando fue designado presidente. Durante la primera década de este nuevo gobierno, Heng Samrin fue también el líder de-facto del mismo, hasta que perdió gran parte de su poder con el ascenso de Hun Sen al puesto de primer ministro en el año 1985. Es también una de las principales figuras dentro del PPC.

### Pen Sovann
Pen Sovann luchó contra en la guerra contra Francia en el 1949 y más tarde pasó a formar parte de las filas del KPRP, luchando a su lado durante la guerra civil, pero fue uno de los primeros en dejar el partido y exiliarse tras su llegada al poder en el año 1973. Pen Sovann ha ocupado diversos cargos importantes dentro del PPC, incluyendo el de primer ministro durante un corto período de tiempo en el año 1881. También cabe destacar su papel como secretario general del KPRP del año 1979 al 1981.
En el año 1998, Pen Sovann fundó su propio partido, el Cambodian National Sustaining Party, y más tarde, en el año 2007, fue elegido vicepresidente del Human Rights Party. Dicho partido acabó fusionándose con el Sam Rainsy Party para crear el Cambodia National Rescue Party, del cual Pen Sovann es hoy en día miembro y por el que ejerce también de miembro del parlamento.